# 四方过境运输协议
四方过境运输协议（英語：Quadrilateral Traffic in Transit Agreement，简称QTTA）是中国、巴基斯坦、吉尔吉斯斯坦和哈萨克斯坦间的过境贸易协定，旨在促进过境运输和贸易。2017年2月，塔吉克斯坦表示有兴趣加入该协议。乌兹别克斯坦在2020年5月表示愿意加入该协议。公路项目的初步工作于1995年开始进行。